# Вулиця 100-річчя Червоного Хреста
Вулиця 100-річчя Червоного Хреста — вулиця в Івано-Франківську. З'єднує вулиці Шевченка та гетьмана Мазепи.
Вулиця коротка — 90 метрів завдовжки. Існує від кінця XVIII сторіччя і на мапі міста 1805 року присутня, але без назви. Тоді на розі цієї вулиці і сучасної гетьмана Мазепи стояла рогачка, своєрідний митний пункт при в'їзді в місто з Лисецького напрямку. Тоді рогачок у місті було три (також — на Галицькому і Тисменицькому шляхах).
Питання про назву вулиці вперше поставлено на засіданні міської ради в 1895 р. Депутати-українці пропонували назвати безіменну тоді вулицю іменем Тараса Шевченка. Проти виступила значна частина депутатів-поляків, яких у раді було більше, через начебто антипольський характер деяких творів поета. Питання відклали, але через п'ять років під тиском української громади ім'ям Шевченка назвали навіть більшу вулицю — сучасну вулицю Лермонтова.
Вулиця одним кінцем упирається в першу в історії міста загальну лікарню, тому для неї намагалися підібрати «медичну» назву. 1896 року її назвали ім'ям З. Мрочковського, головного лікаря загального шпиталю, який самовіддано рятував хворих на тиф у 1888 році й помер, заразившись від них. Його гробниця зберігається в меморіальному сквері. За німецької влади вулиця носила ім'я Тобілевича, за радянської влади мала назву «Медична». Сучасна назва — з 1967 року.
До вулиці належать лише два будинки: № 1 і № 2. На вулиці також розташована церква Різдва Христового (УГКЦ), освячена 9 січня 2000 року. Вона знаходиться біля консисторії та міської клінічної лікарні.